# دار البرك (الحيمة الداخلية)

تعديل مصدري - تعديل

دار البرك هي إحدى قرى عزلة الحدب بمديرية الحيمة الداخلية التابعة لمحافظة صنعاء، بلغ تعداد سكانها 1090 نسمة حسب تعداد اليمن لعام 2004.